# Beanie Feldstein
Elizabeth Greer "Beanie" Feldstein (Los Ángeles, 24 de junio de 1993) es una actriz estadounidense. Es conocida por su papel en la película de comedia Neighbors 2: Sorority Rising (2016), y por su actuación en la película de comedia y drama Lady Bird de Greta Gerwig (2017). En 2017 se unió al elenco de Hello, Dolly! en Broadway, junto a Bette Midler.

## Edad temprana y educación
Feldstein nació en Los Ángeles, la hija de Sharon Lyn, una diseñadora de vestuario y estilista de moda, y Richard Feldstein, un contador turístico de Guns N 'Roses. Se graduó de la Universidad Wesleyana en 2015. Feldstein tiene dos hermanos mayores, el mánager musical Jordan Feldstein (1977–2017) y el actor Jonah Hill. Asistió a Stagedoor Manor, un campamento de teatro en Nueva York. Ella y su compañero en Broadway y actor de cine Ben Platt han sido mejores amigos desde la secundaria.

## Carrera
Feldstein hizo su debut en la actuación al aparecer en la serie de comedia de ABC My Wife and Kids (2002). En 2012, interpretó a Megan en el piloto de televisión musical Madison High.
En 2015, Feldstein apareció como invitada en la tercera temporada de la serie de comedia de Netflix, Orange Is the New Black.
Feldstein tuvo un papel importante en la comedia Neighbors 2: Sorority Rising, junto a Seth Rogen y Zac Efron, esta fue estrenada el 20 de mayo de 2016 por Universal Pictures.
El 18 de octubre de 2016, se anunció que Feldstein interpretaría a Minnie Fay en la producción de Broadway 2017 de Hello, Dolly!, junto a Bette Midler, haciendo su debut en Broadway. El espectáculo comenzó los avances el 15 de marzo de 2017 y se inauguró el 20 de abril de 2017. 
Feldstein también coprotagonizó el debut como directora de Greta Gerwig, Lady Bird, que fue estrenado con gran éxito de crítica en 2017. 
En 2019, protagonizó la adaptación cinematográfica de How to Build a Girl y el debut como directora de Olivia Wilde, Booksmart.

## Filmografía

### Películas
| Año  | Título                       | Papel            |
| ---- | ---------------------------- | ---------------- |
| 2016 | Neighbors 2: Sorority Rising | Nora             |
| 2017 | The Female Brain             | Abby             |
| 2017 | Lady Bird                    | Julie Steffans   |
| 2019 | Booksmart                    | Molly            |
| 2019 | How to Build a Girl          | Johanna Morrigan |
| 2021 | The Humans                   | Brigid           |
| 2023 | Drive-Away Dolls             | Sukie            |

### Televisión
| Año  | Título                            | Papel           | Notas                                       |
| ---- | --------------------------------- | --------------- | ------------------------------------------- |
| 2002 | My Wife and Kids                  | Beanie          | Episodio: "Crouching Mother, Hidden Father" |
| 2012 | Madison High                      | Marty           | Piloto de televisión                        |
| 2015 | Orange Is the New Black           | 2004 Party Girl | Episodio: "Where My Dreidel At"             |
| 2015 | Fan Girl                          | Anna            | Película de televisión                      |
| 2015 | The Devil You Know                | Lydia Harris    | Episodio: "Pilot"                           |
| 2017 | Will & Grace                      | Stella          | Episodio: "Who's Your Daddy", sin acreditar |
| 2019 | What We Do in the Shadows         | Jenna           | Papel recurrente                            |
| 2020 | Anatomía de Grey                  | Tess Anderson   | Invitada 1 episodio, serie de TV            |
| 2021 | Impeachment: American Crime Story | Monica Lewinsky | Protagonista, serie de TV                   |

## Teatro
| Año  | Título        | Papel      | Lugar de encuentro | Notas                                              |
| ---- | ------------- | ---------- | ------------------ | -------------------------------------------------- |
| 2017 | Hello, Dolly! | Minnie Fay | Teatro Shubert     | Broadway 20 de abril de 2017 - 14 de enero de 2018 |